# Référendum kazakh de 2024
Le référendum kazakh de 2024 a lieu le 6 octobre 2024 afin de permettre à la population du Kazakhstan de se prononcer sur la construction d'une centrale nucléaire. Pour être approuvée, la proposition doit réunir la majorité absolue des suffrages exprimés, couplée à un taux de participation d'au moins 50 % des inscrits.
Il intervient dans un contexte de réticence de la population vis-à-vis du nucléaire en raison de l'importante pollution radioactive subie par le pays sous la période communiste. Porteur du projet, le gouvernement du président Kassym-Jomart Tokaïev met en avant les besoins énergétiques croissants du pays, doté d'importantes ressources en uranium. Les opposants au projet de centrale pointent le caractère peu démocratique de la campagne, ainsi que la pérennité de sa construction sur la rive du lac Balkhach, sujet à une baisse continue de son niveau.
La proposition est approuvée par une large majorité des votants, avec une participation suffisante pour en valider le résultat.

## Contexte

### Passé nucléaire soviétique

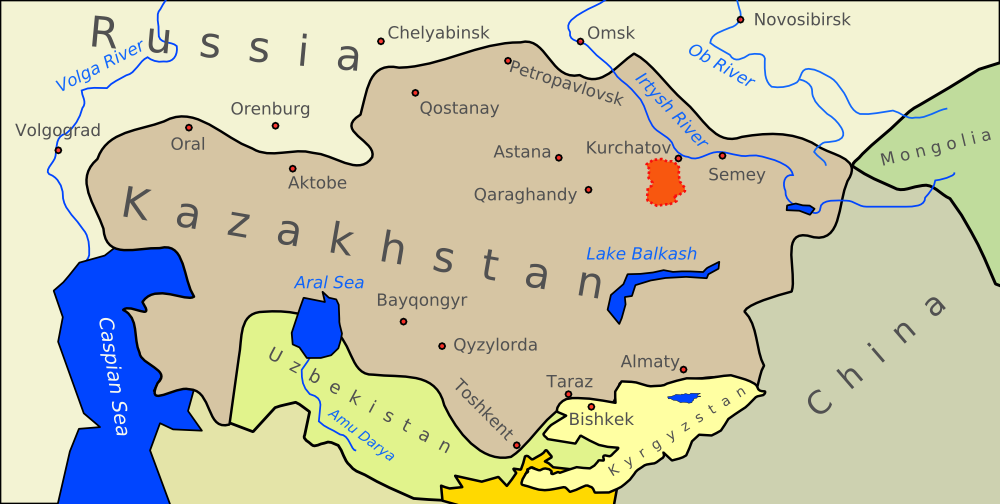
Le polygone nucléaire de Semipalatinsk, en orange

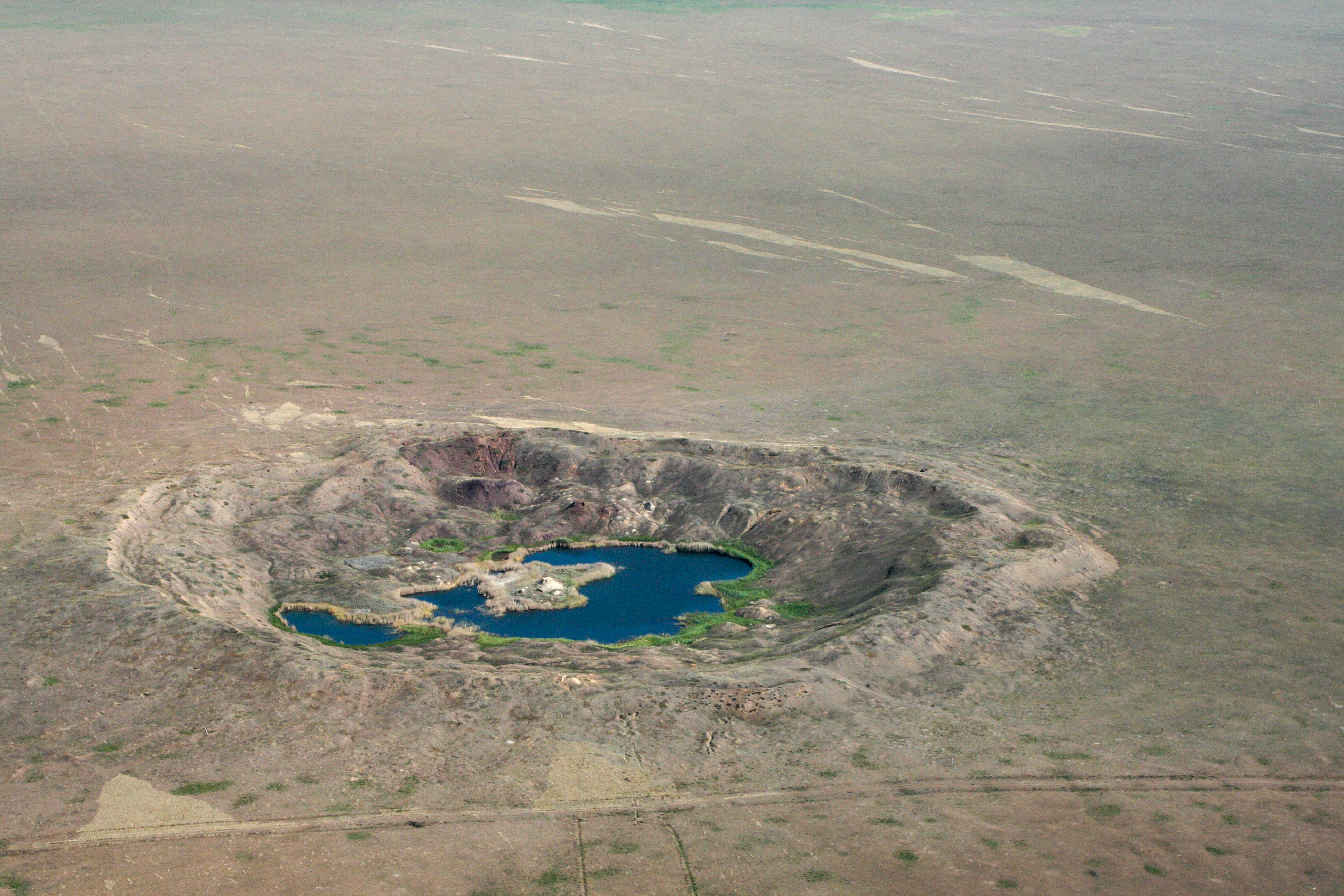
Restes d'un cratère causé par une explosion nucléaire à Semipalatinsk

Le Kazakhstan possède une histoire particulière du nucléaire, qui fait du référendum de 2024 un sujet délicat,. Sous l'Union soviétique, la République socialiste soviétique kazakhe est en effet choisie pour accueillir un vaste complexe de recherche expérimentale dans le domaine. Connu sous le nom de polygone nucléaire de Semipalatinsk, ce site de 18 000 km2 situé dans l'est du pays abrite des cyclotrons, des accélérateurs de particules ainsi que trois petits réacteurs nucléaires destinés à la recherche. Surtout, il est choisi comme terrain pour le premier essai nucléaire militaire soviétique, avec l'explosion le 29 août 1949 de RDS-1, la première bombe A d'un État communiste. Ce premier essai est suivi de nombreux autres : de 1949 à 1989, environ 459 explosions de bombes atomiques à uranium et à hydrogène sont ainsi effectuées sur le site de Semipalatinsk. Étalées sur cette période, le cumul des radiations aurait atteint plusieurs centaines de fois celles de la Catastrophe nucléaire de Tchernobyl en 1986. L'impact des radiations est alors caché à la population par les autorités soviétiques, jusqu'à ce que la politique de Glasnost menée par Mikhaïl Gorbatchev ne conduise en 1989 à la formation du premier mouvement antinucléaire soviétique, Nevada Semipalatinsk. Celui ci provoque une prise de conscience du problème de la pollution radioactive chez la population. À la chute de l'Union soviétique en 1991, le président Nursultan Nazarbayev fait fermer le site,.
Si une enquête de l'Agence internationale de l'énergie atomique (AIEA) conclut en 1998 qu'il ne reste plus ou peu de radioactivité attribuable aux essais atomiques, leur impacts sur plusieurs générations a durablement marqué la population de la région. L'est du Kazakhstan connait ainsi une prévalence d'anomalies congénitales et de cancers liés à des mutations génétiques deux fois plus élevées que dans le reste du pays. Alors que le Kazakhstan a pour principale cause de décès les maladies cardiovasculaires, les cancers sont la première cause dans l'est,.
Le quatrième et dernier réacteur kazakh, le BN-350, principalement destiné à la désalinisation pour la production d'eau potable à Aktaou, dans l'ouest du pays, est définitivement arrêté en 1999, mettant fin à l'existence du programme nucléaire civil dans le pays. Le gouvernement kazakh cherche cependant à relancer le secteur. En 2003, puis en 2013, des annonces en ce sens sont faites, sans néanmoins être suivies d'effets.

### Crise énergétique et projet de relance du secteur

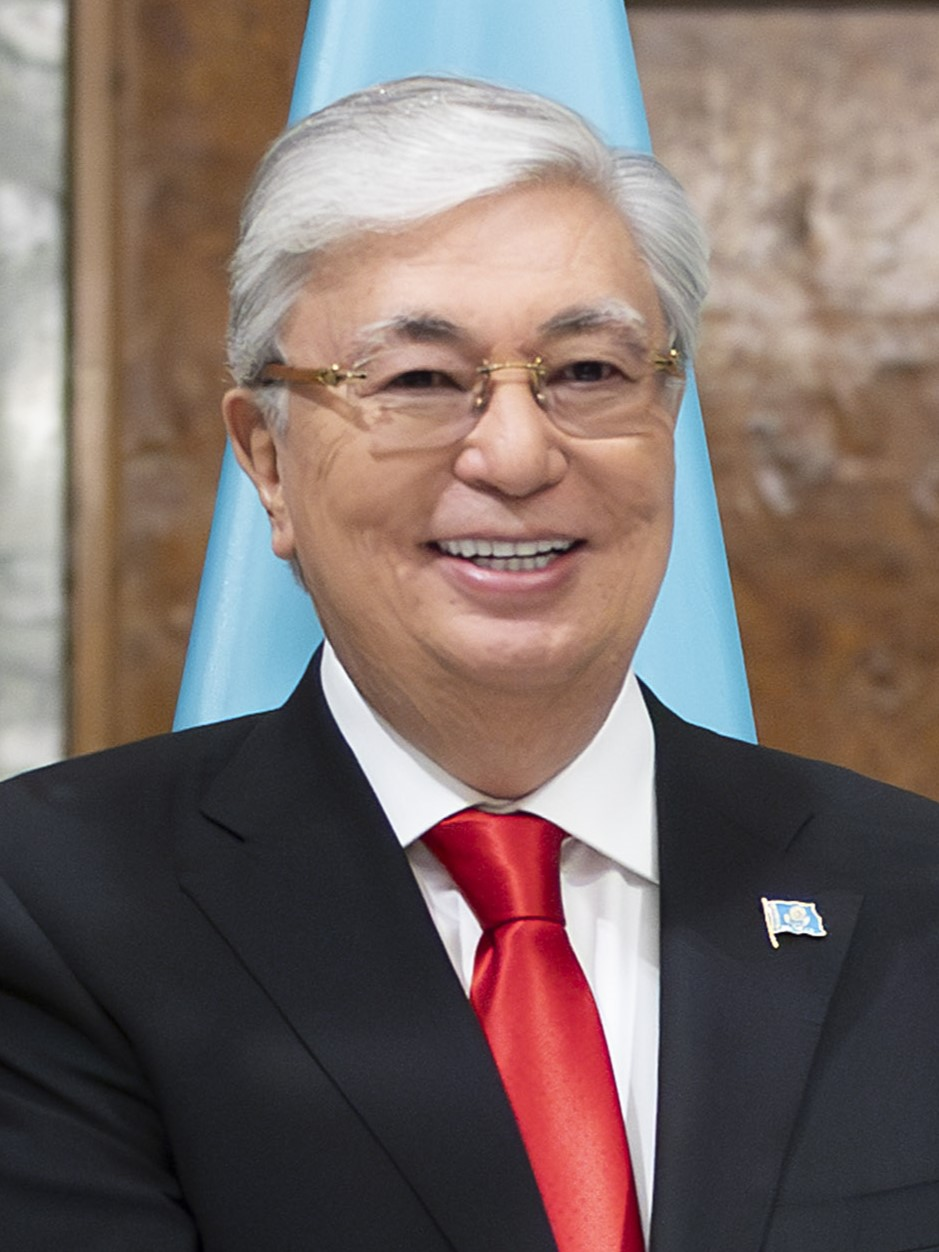
Kassym-Jomart Tokaïev en 2024.

Le pays est confronté à une forte hausse de sa demande intérieure d'électricité, qui est en 2024 fourni à 66 % par des centrales thermiques au charbon. La croissance démographique de la population — qui devrait atteindre entre 23 et 27 millions d'habitants en 2050 contre près de 20 millions en 2024 — se conjugue au dynamisme de l'économie. Le coût énergétique de cette dernière est notamment amplifié par l'importance que prend au Kazakhstan le secteur des cryptomonnaies, une industrie particulièrement énergivore,,. Enfin, le gouvernement cherche à réduire sa dépendance aux énergies fossiles, limiter ses émissions de dioxyde de carbone et diminuer la pollution de l'air. Le gouvernement s'est fixé pour objectif d'atteindre la neutralité carbone en 2060, et considère l'électricité décarbonée fournie par le nucléaire comme le meilleur moyen d'y parvenir,,. Selon les prévisions gouvernementales, la demande d'électricité devrait atteindre 152 milliards de kilowatt-heure en 2035, là où la production déclinante des infrastructures en voie d'obsolescence devrait tomber à 135 milliards. Une relance du nucléaire civil semble alors un choix logique dans le pays, premier producteur mondial d'uranium. Il se heurte cependant à la réticence des autorités au vu du passif du secteur nucléaire hérité de l'ère soviétique,,.
Élu en juin 2019 après le retrait de Noursoultan Nazarbaïev, le président Kassym-Jomart Tokaïev hérite d'un système profondément autoritaire. Dés son arrivée au pouvoir, il évoque la possibilité d'un référendum sur la relance du secteur nucléaire civil, mais le sujet est finalement enterré. Confronté à une violente révolte en 2022, qu'il réprime avec l'aide de l'armée kazakhe appuyée par l'Organisation du traité de sécurité collective, Tokaïev mène la même année une série de réformes dont notamment une profonde révision de la constitution, qu'il fait approuver par référendum en juin 2022. Cette série d'évènements amène le gouvernement à reconsidérer plus sérieusement la possibilité d'une consultation de la population plutôt qu'un passage en force sur un sujet jugé sensible,. Le contexte énergétique des années 2020 brusque en effet la prise de décision du pays, confronté comme ses voisins d'Asie centrale à des pénuries croissantes d'électricité dans une région au climat semi-aride et désertique froid dont les hivers sont particulièrement rudes,. Dans son discours sur l'état de la nation du 1er septembre 2023, Tokaïev annonce la tenue prochaine d'un référendum sur la construction d'une première centrale nucléaire destinée à la production d'énergie civile. Cette décision est réitérée à plusieurs reprises courant 2024, avant la signature le 2 septembre d'un décret présidentiel en ce sens,,.

## Objet et campagne

Bulletin de vote utilisé

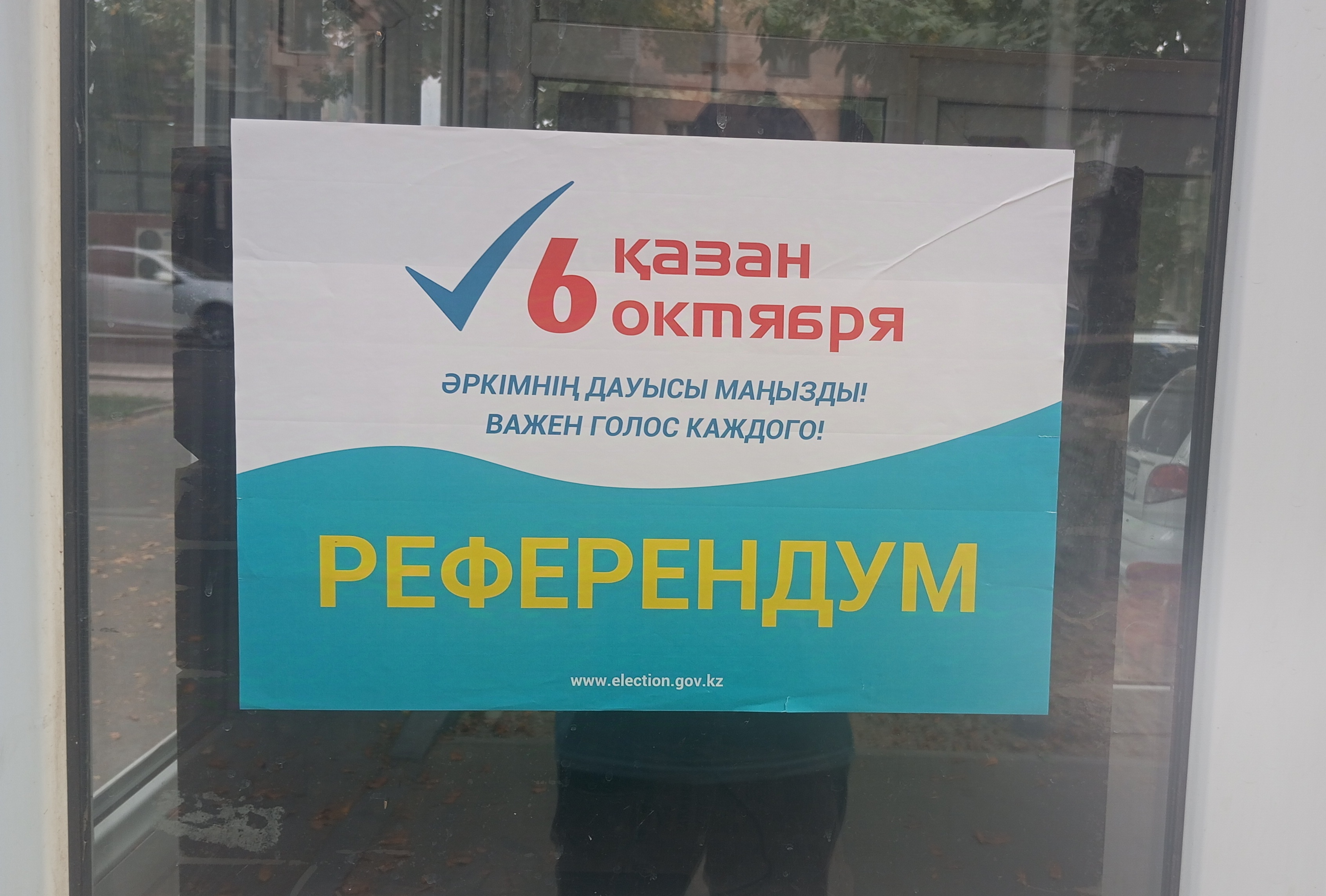
Affiche sur le référendum à Chymkent

La question posée est « Êtes-vous favorable à la construction d'une centrale nucléaire au Kazakhstan ? ». Elle figure sur le bulletin de vote en kazakh et en russe, toutes deux langues officielles du pays. Le référendum est convoqué dans les conditions de l'article 44 de la Constitution, qui donne ce pouvoir au Président de la république. Pour être validé, il doit cependant réunir les votes favorables de la majorité absolue des suffrages exprimés, ainsi qu'un taux de participation supérieur au quorum de la moitié du total des inscrits sur les listes électorales,,.
La future centrale devrait fournir d'ici 2035 un total de 12 % de la consommation nationale d'électricité. Le petit village d'Ülken, situé sur les rives du Lac Balkhach est officiellement désigné comme site de la future centrale, dont le coût est estimé entre 8 et 10 milliards d'euros pour une durée de construction d'environ dix ans. Le choix de ce lac, premier du Kazakhstan et troisième d'Asie par sa superficie, suscite immédiatement l'inquiétude de la population quant à une éventuelle pollution de ses eaux, malgré les explications des experts sur le fonctionnement en circuit fermé des systèmes de refroidissement. La question de la gestion du niveau du lac est cependant également soulevée, celui-ci étant de longue date sujet à une baisse de son niveau du fait de la construction d'un barrage ainsi que des importantes ponctions en eaux de la Chine voisine sur l'un de ses principaux affluent, la rivière Ili. L'action du réchauffement climatique sur l’asséchement du lac est également redoutée.
En cas de vote favorable, l'ampleur et le domaine très complexe du chantier rendra indispensable la conclusion d'un accord de partenariat avec une compagnie d'un pays spécialisé dans le nucléaire. Sont notamment évoquées la CNNC (Chine), la KHNP (Corée du Sud), EDF (France) et Rosatom (Russie). Le gouvernement kazakh laisse cependant incertain le pays partenaire, laissant ouverte la probable lutte d'influence au niveau géopolitique que devrait susciter la signature d'un tel accord. Le référendum intervient notamment en pleine Guerre russo-ukrainienne, qui a conduit à l'isolement politique et économique de la Russie, frappée de nombreuses sanctions. Un partenariat avec la Russie permettrait à cette dernière de disposer à terme d'un levier susceptible de l'aider à conserver le Kazakhstan dans sa zone d'influence, là où le pays tente depuis plusieurs années de mener une politique étrangère d'équilibre entre les puissances,,,.
Selon plusieurs enquêtes d'opinion menées par les autorités, le référendum susciterait l'intérêt de la population, avec une légère majorité de sondés en faveur de la construction de la centrale. Il prend cependant place dans un pays au gouvernement autoritaire dénué de réelle liberté de la presse. Les opposants au projet se voient ainsi empêchés de participer aux débats publics organisés dans de nombreuses villes, réduisant ces derniers à un exercice de « propagande » non-démocratique,,,.

## Résultats
| Choix                   | Votes      | %      |
| ----------------------- | ---------- | ------ |
| Pour                    | 5 561 937  | 73,11  |
| Contre                  | 2 045 271  | 26,89  |
|                         |            |        |
| Votes valides           | 7 607 208  | 97,28  |
| Votes invalides         | 130 267    | 1,67   |
| Votes blancs            | 82 729     | 1,06   |
| Total                   | 7 820 204  | 100    |
| Abstention              | 4 464 283  | 36,64  |
| Inscrits/Participation  | 12 284 487 | 63,66  |
| Quorum de participation | ✔ 50 %     | ✔ 50 % |

## Conséquences

Résultats par provinces

La proposition est approuvée en réunissant plus de 73 % des suffrages exprimés, tandis que la participation de 63 % dépasse largement le quorum exigé de 50 % des inscrits. Il s'agit d'une victoire pour le gouvernement, qui tire les fruits d'une large campagne en faveur du « Oui », ainsi que du contexte de pannes électriques à répétitions que subit la population depuis plusieurs hivers,.
Le succès du référendum ouvre la voie à une bataille entre pays rivaux pour l'obtention du contrat géostratégique de construction de la centrale.